# The Songs of Distant Earth (álbum)
Songs of Distant Earth es un álbum del compositor inglés Mike Oldfield, publicado en 1994 bajo el sello de la Warner Bros. Records. El título del álbum hace referencia a una novela original de Arthur C. Clarke, titulada en España como "Cánticos de la lejana Tierra".
El álbum está considerado por ser uno de los mejores según sus seguidores, mientras que sus detractores lo desprestigiaron por alejarse de la sencillez y el tono acústico de otras composiciones anteriores como Ommadawn. El creador de "Moonlight Shadow" usó toda clase de estilos musicales para el álbum, incluyendo coros en varios idiomas diferentes como el sudafricano suajili, muy popular en la época, o la inclusión de una banda de gaitas, que suenan en el corte "Magellan". Siendo fiel a su estilo Oldfield realizó todo el álbum en su estudio de grabación de Inglaterra, en el que compuso cada uno de los 17 cortes que forman el disco. Como curiosidad, Oldfield hizo que cada uno de los temas musicales se enlazasen con el siguiente de forma consecutiva (a diferencia del resto de álbumes, que dejan varios segundos de silencio entre tema y tema), lo que convierte el álbum en una rareza en cuanto a diseño y contenido, y lo transforma en toda una odisea musical.

## Lista de canciones
Primera parte
1. "In the Beginning" – 1:24
2. "Let There Be Light" – 4:57
3. "Supernova" – 3:23
4. "Magellan" – 4:40
5. "First Landing" – 1:16
6. "Oceania" – 3:19
7. "Only Time Will Tell" – 4:26
8. "Prayer for the Earth" – 2:09
9. "Lament for Atlantis" – 2:43

Segunda parte
1. "The Chamber" – 1:48
2. "Hibernaculum" – 3:32
3. "Tubular World" – 3:22
4. "The Shining Ones" – 2:59
5. "Crystal Clear" – 5:42
6. "The Sunken Forest" – 2:37
7. "Ascension" – 5:49
8. "A New Beginning" – 1:37

## Sencillos
Oldfield publicó dos de los temas como sencillos separados, siendo el primero de ellos "Let There Be Light", que alcanzó los más altos puestos en las listas de venta de la época. Tras ese publicó el más discreto "Hibernaculum".

## CD-ROM
En Edición Limitada Oldfield creó una animación de 11 minutos de duración del álbum, el cual tomaba la idea original de Arthur C. Clarke y la convertía en una animación. En dicha animación se veía a grandes naves parecidas a las rayas marinas despegando de una tierra y surcando el cosmos a la búsqueda de nuevos mundos donde la humanidad podría empezar de nuevo. Parte de esa animación fue vista en el videoclip de "Let There Be Light", que usaba el mismo formato de animación por ordenador.

## Doble cubierta
La cubierta original del álbum mostraba una raya marina de un color azulón claro volando por el espacio con el planeta tierra de fondo, que a su vez tenía el sol detrás de él, casi eclipsándolo y produciendo un halo blanquecino alrededor del planeta. Posteriormente el álbum se publicaría otra cubierta en la que un hombre (el propio Oldfield) dispone varias esferas de luz blanca en un desierto de color azul mientras varias rayas marinas sobrevuelan un cielo también azulado (despuntando el alba), a la luz de una luna en sus primeras fases de cuarto creciente, siendo esta última la más popular de las dos cubiertas.

## Curiosidades
- Fue el entonces presidente de la Warner Records Rob Dickins quien sugirió a Oldfield que este podría crear un álbum basándose en una novela de Arthur C. Clarke.
- El fragmento hablado que se oye al principio del álbum pertenece al astronauta Bill Anders en su paseo espacial alrededor de la Luna, que este hizo en la Nochebuena de 1968 y en el que recitaba parte del Libro del Génesis de la Biblia.
- Los coros del sencillo "Let There Be Light" están hechos en latín.
- El coro del sencillo "Prayer For The Earth" está originalmente compuesto por Nils-Aslak Valkeapää, para la película de 1987 Pathfinder: El Guía del Desfiladero.
- Los cánticos de "A New Beginning" están hechos en suajili (cita requerida).
- Homenajeándose a sí mismo, Oldfield creó el corte "Tubular World", clara referencia a su obra más conocida, "Tubular Bells".
- El desierto que aparece en la segunda cubierta corresponde al desierto de sal que se encuentra en el estado de Nevada, en Estados Unidos.
- La voz que aparece en "Only Time Will Tell", está sacada de un capítulo de la serie "Lost in Space"

## Personal
- Mike Oldfield: Guitarras, teclados, bajo, percusión, programación, voces, ingeniero de grabación y producción.
- Gregg Jackman: Ingeniero de grabación asistente.
- Steve MacMillan: Ingeniero de grabación asistente.
- Tom Newman: Ingeniero de grabación asistente.
- Richard Barrie: Ingeniero técnico.
- Eric Cadieux: Programación adicional.
- Mark Rutherford: Loops de ritmo adicionales.
- Sugar "J": Loops de ritmo adicionales.
- Pandit Dinesh: Tablas.
- Molly Oldfield: Teclados.
- Cori Josias: Voces.
- Ella Harper: Voces.
- David Nickless: Voces.
- Miembros del "Verulam Consort": Voces.
- The Tallis Scholars: Voces.
- Bill Anders: Voz de astronauta sampleada en "Let There Be Light".
- Nils-Aslak Valkeapaa: Cántico Saami.
- Mike Joseph: Cinta de auto hipnosis.
- Vahine Taihara: Coro Tubuai.